# Gert Dorbek
Gert Dorbek (Tallinn, 10 giugno 1985) è un ex cestista estone.

## Carriera
Con l'Estonia ha disputato i Campionati europei del 2015.

## Palmarès
- Campionato estone: 5

Kalev/Cramo: 2005-06, 2010-11, 2011-12, 2012-13,
Tartu Ülikool: 2014-15
- Coppa di Estonia: 4

TTÜ KK: 2003
Kalev/Cramo: 2005
Tartu Ülikool: 2013, 2014